# The Neverhood
《The Neverhood》是由The Neverhood公司开发，DreamWorks Interactive于1996年发行的点击式冒险游戏，对应Windows平台。
《洛杉矶时报》的Leslie Helm称，《The Neverhood》「赢得热烈好评」（won rave reviews）但商业成绩不佳。